# District d'Arghakhanchi
Le district d'Arghakhanchi (en népalais : अर्घाखाँची जिल्ला) est l'un des 77 districts du Népal. Il est rattaché à la province de Lumbini et son chef-lieu est Sandhikharka. La population du district s'élevait à 196 896 habitants en 2011.

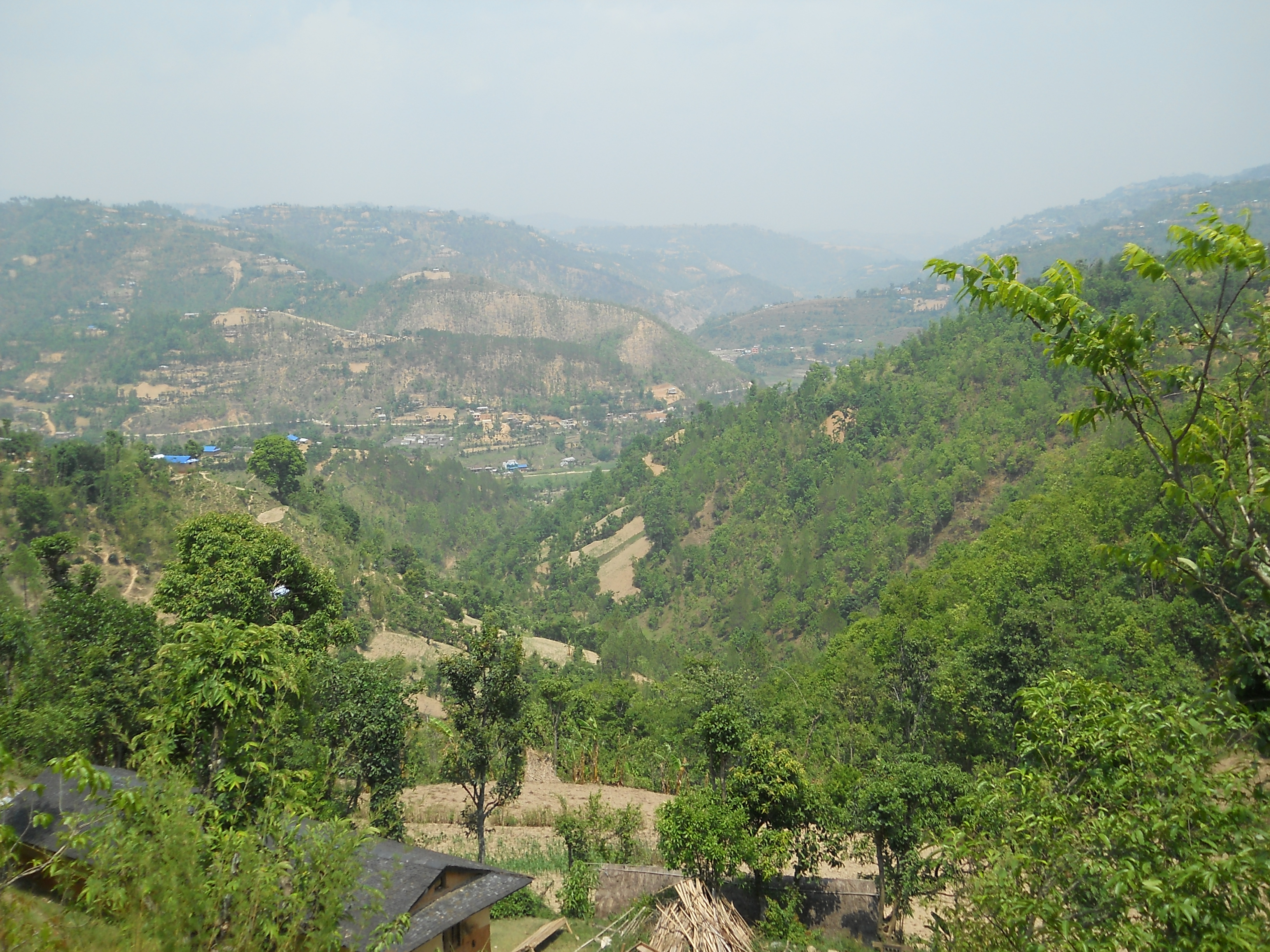
Vallée dans le district d'Argakhanchi

## Histoire
Il faisait partie de la zone de Lumbinî et de la région de développement Ouest jusqu'à la réorganisation administrative de 2015 où elles ont disparu.

## Subdivisions administratives
Le district d'Arghakhanchi est subdivisé en 6 unités de niveau inférieur, dont 3 municipalités et 3 gaunpalika ou municipalités rurales.
| # | Nom          | Nom en népalais | Type         | Population (2011) | Superficie (km2) |
| - | ------------ | --------------- | ------------ | ----------------- | ---------------- |
| 1 | Sandhikharka | सन्धिखर्क          | municipalité | 41 079            | 129,42           |
| 2 | Shitganga    | शितगंगा            | municipalité | 43 373            | 610,43           |
| 3 | Bhumikasthan | भूमिकास्थान          | municipalité | 32 640            | 159,13           |
| 4 | Chhatradev   | छत्रदेव           | gaunpalika   | 25 336            | 87,62            |
| 5 | Panini       | पाणिनी             | gaunpalika   | 26 424            | 151,42           |
| 6 | Malarani     | मालारानी            | gaunpalika   | 28 044            | 101,06           |